# Val d'Argent
Le val d'Argent, aussi appelé vallée de Sainte-Marie-aux-Mines ou val de Lièpvre, est situé dans le département du Haut-Rhin. Il compte environ 10 710 habitants et sa ville principale est Sainte-Marie-aux-Mines.
Il fait partie du secteur des Vosges moyennes et s'étend sur 103,5 km2 couverts à 60 % par la forêt. Au nord, il est séparé du val de Villé par des massifs montagneux depuis le col de la Hingrie (749 mètres) au nord-est jusqu'au château du Frankenbourg (703 m). Au sud, il est délimité par les massifs montagneux du Brézouard (1 229 m) et au centre par le Taennchel (dont le plus haut sommet culmine à 988 m), et vers le sud-ouest par le Haut-Koenigsbourg (672 m). Le val de Lièpvre débouche sur la plaine d'Alsace à Sélestat et à l'ouest vers le col de Sainte-Marie-aux-Mines (778 m) à la ville de Saint-Dié.
L'origine du peuplement de cette vallée serait essentiellement due aux deux monastères, dont celui de Lièpvre édifié au VIIIe siècle, l'autre au Xe siècle à Echéry, autour desquels des serfs venus des régions limitrophes, notamment du val de Galilée, s'étaient fixés. L'existence du val de Lièpvre est attestée dès le VIIIe siècle grâce à une charte de Charlemagne datée de 774 par laquelle il donne à son chapelain Fulrad de vastes territoires dans la haute vallée de Sainte-Marie-aux-Mines.

## Géographie

### Situation

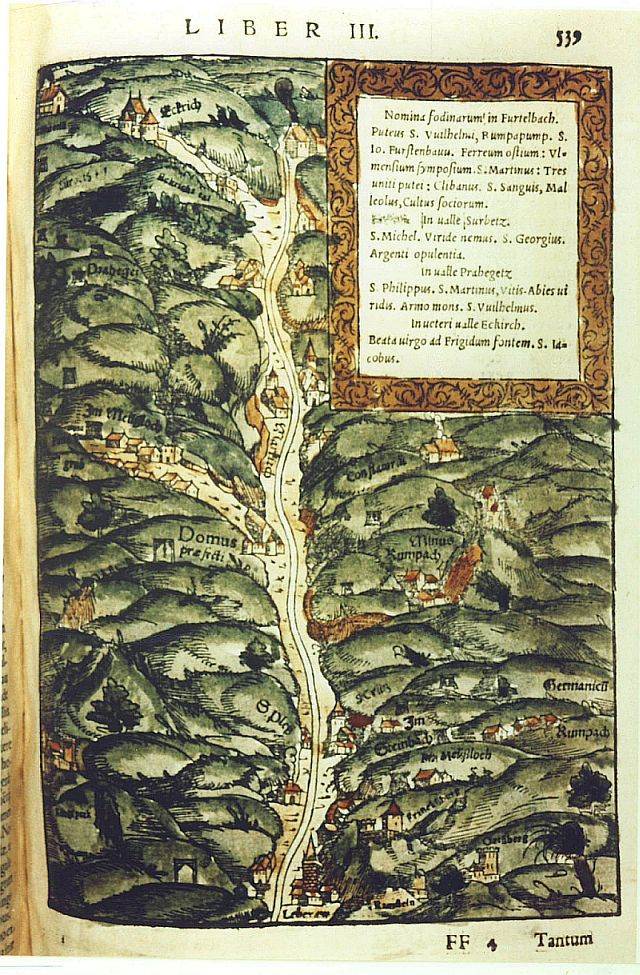
Ancienne carte du val de Lièpvre en 1550. Dessin se trouvant dans la Cosmographie de Sébastien Munster. Bibliothèque Nationale, fonds lorrains.

Le val de Lièpvre, appelé aussi la vallée de la Lièpvrette, vallée de Sainte-Marie-aux-Mines et aujourd'hui le val d'Argent en raison de son passé minier, se compose de cinq communes : Sainte-Marie-aux-Mines, Sainte-Croix-aux-Mines, Lièpvre, Rombach-le-Franc et Aubure. Elle a une superficie de 103 km2, qui s'étend sur 25 km de longueur depuis le fond de la vallée de la Petite-Lièpvre au pied du col des Bagenelles jusqu'au confluent de la Lièpvrette et Giessen en amont de la localité de Châtenois. Son plus haut sommet est la tête du Violu (994 m).
La vallée qui comprend le village de Lièpvre se trouve à 35 km de Colmar, 85 km de Mulhouse, à 60 km de Strasbourg et 110 km de Nancy. La ville de Sélestat, la plus grande agglomération de l'Alsace centrale est située à 15 km de Lièpvre. La vallée est encaissée, d'une part, en direction de Sainte-Marie-aux-Mines qui rejoint le col des Bagenelles, le Brézouard, la chaume de Lusse, le col de Sainte-Marie, le col du Bonhomme et dans sa partie sud, le col Haut de Ribeauvillé et les villages de Ribeauvillé et Aubure. Vers Lièpvre, la route départementale D 48 permet de rejoindre le village de Rombach-le-Franc et de là, en passant par le col de Fouchy, de se rendre vers Fouchy et l'ensemble des villages du val de Villé. Le val de Lièpvre est situé dans l'arrondissement de Ribeauvillé et le département du Haut-Rhin. Sainte-Marie-aux-Mines est la principale agglomération de la vallée de la Lièpvrette qui débouche sur la plaine d'Alsace à 22 km de Sélestat. La vallée, l'une des plus attrayantes et des plus profondes des Vosges, permet de rejoindre la plaine d'Alsace par le col de Sainte-Marie-aux-Mines jusqu'en Lorraine. La vallée se trouve au carrefour des routes qui franchissent les Vosges, par les cols de Sainte-Marie-aux-Mines, du Bonhomme, et du col du Haut de Ribeauvillé. Le 20 janvier 1790, la Révolution a réuni les deux parties de la ville de Sainte-Marie-aux-Mines qui étaient séparées linguistiquement en une seule entité avec les annexes de Saint-Blaise, Fertrupt, Echéry, le Rauenthal et la Petite Lièpvre. Sainte-Marie-aux-Mines est le chef-lieu du val de Lièpvre avec les communes de Sainte-Croix-aux-Mines (St Kreutz en allemand), les annexes du Petit et du Grand Rombach, Lièpvre (Leberau en allemand), Rombach-le-Franc (Deutsch Rumbach de 1871 à 1918 et 1940-1944) et Aubure (Altweier en allemand). Cette dernière commune se situe sur le versant de Ribeauvillé.

### Hydrographie

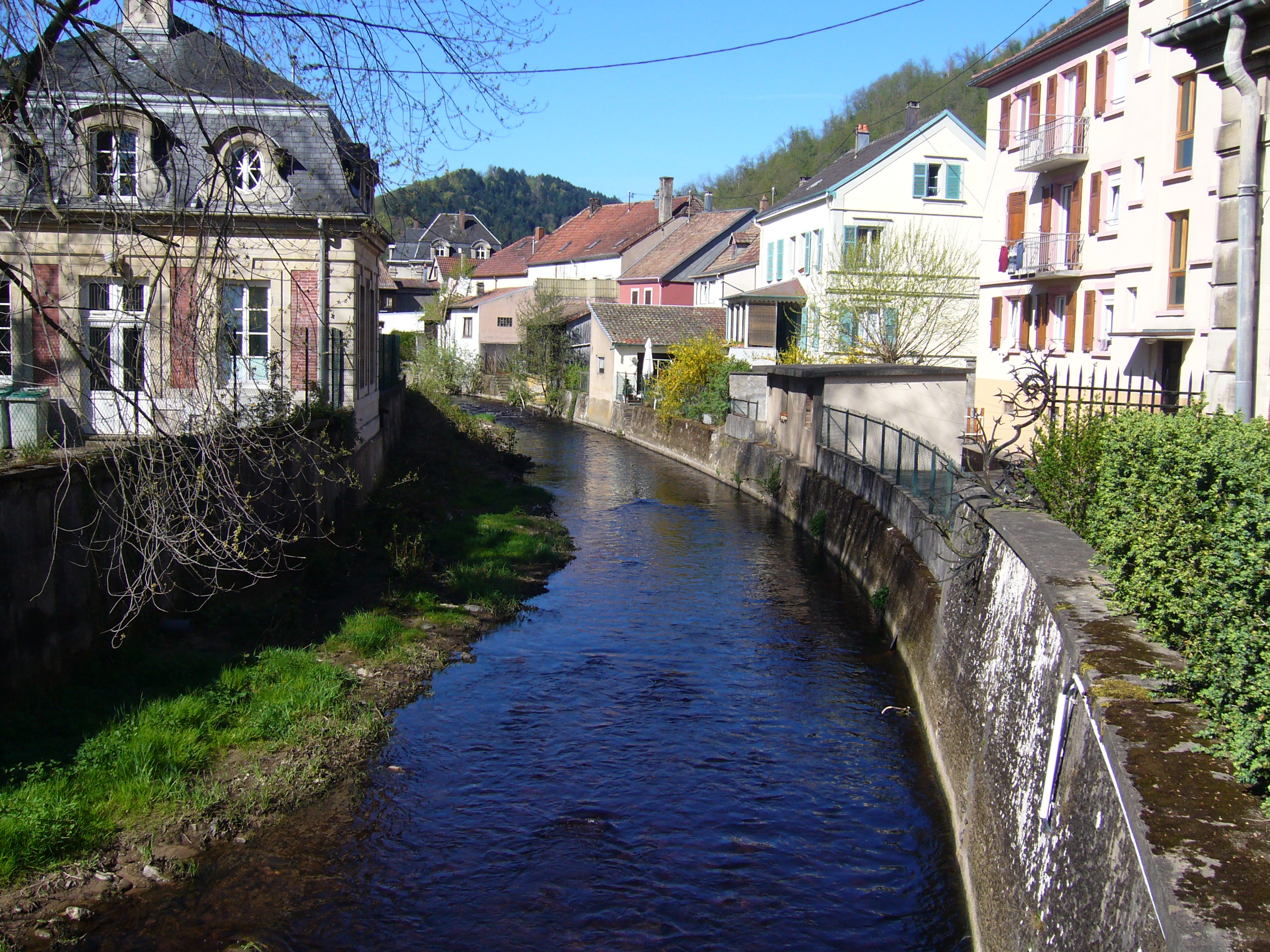
La Lièpvrette à Sainte-Croix-aux-Mines.

Le principal cours d'eau de la vallée est la Lièpvrette qui prend sa source en amont du col des Bagenelles (750 m). Son tracé est pour l'essentiel en territoire Haut-Rhinois. À Echéry (Sainte-Marie-aux-Mines) la Lièpvrette récupère les eaux de l'Hâte qui traverse le hameau historique de Saint Pierre  et celle du Rauenthal, venu du Brézouard (1 228 m), dont le nom est lié depuis des siècles à l'exploitation minière. À Sainte-Marie-aux-Mines, la Lièpvrette reçoit aussi les eaux du Robinot, du Hergauchamp et de l'Isenbach qui débouche du vallon de Saint-Blaise, autre hameau historique. Ensuite la Lièpvrette grossie par les eaux en provenance de Sainte-Marie-aux-Mines rejoint le village de Sainte-Croix-aux-Mines. De là, elle reçoit, les affluents de la Timbach qui prend sa source au Hury, du Petit et du Grand Rombach, alimentés par de petits ruisseaux de la montagne, notamment du col de la Raleine, pour rejoindre le village de Lièpvre. La Lièpvrette reçoit ensuite les eaux du Rombach qui prend sa source au col de la Hingrie (749 m) qui parcourt un trajet de 8,5 km en récupérant au passage les eaux des petits ruisseaux du Volbach, de Bestégoutte, de Biagoutte, de Naugigoutte, de Hargoutte et de la Vaurière. La Lièpvrette se jette ensuite dans le Giessen, en amont de Scherwiller, pour rejoindre à son tour l'Ill.

### Géologie
Le sous-sol du val d'Argent compte plusieurs failles où se sont concentrées des matières minérales qui ont été exploitées à partir du Xe siècle par l'homme : argent cobalt, plombs, arsenic, cuivre… L'exploitation des mines a profondément marqué l'histoire de la vallée. On a recensé aujourd'hui un millier de haldes. Le réseau de galeries souterraines représente une longueur d'environ 300 km creusées par la main de l'homme au cours des dix siècles qu'a représenté l'exploitation des mines.

### Climat
Le climat au val de Lièpvre est de type continental. La barrière des Vosges protège en grande partie l'ensemble de la vallée de fortes précipitations et a pour conséquence que les pluies sont moins abondantes que de l'autre côté des Vosges grâce aussi à l'effet de foehn. En contrepartie, la vallée, du fait de la proximité des montagnes est marquée par des hivers froids et humides et des étés chauds moins suffocants. Le sommet des Vosges est enneigé de décembre à avril. La grisaille et la brume sont moins marquées durant la période d'hiver que dans la plaine. Revers de la médaille : les nuits d'hiver sont souvent claires et dégagées ce qui fait chuter fortement la température par rayonnement et par l'air froid descendu des montagnes. Dans la journée le soleil permet de gagner quelques degrés de plus que dans la plaine.

### Mammifères

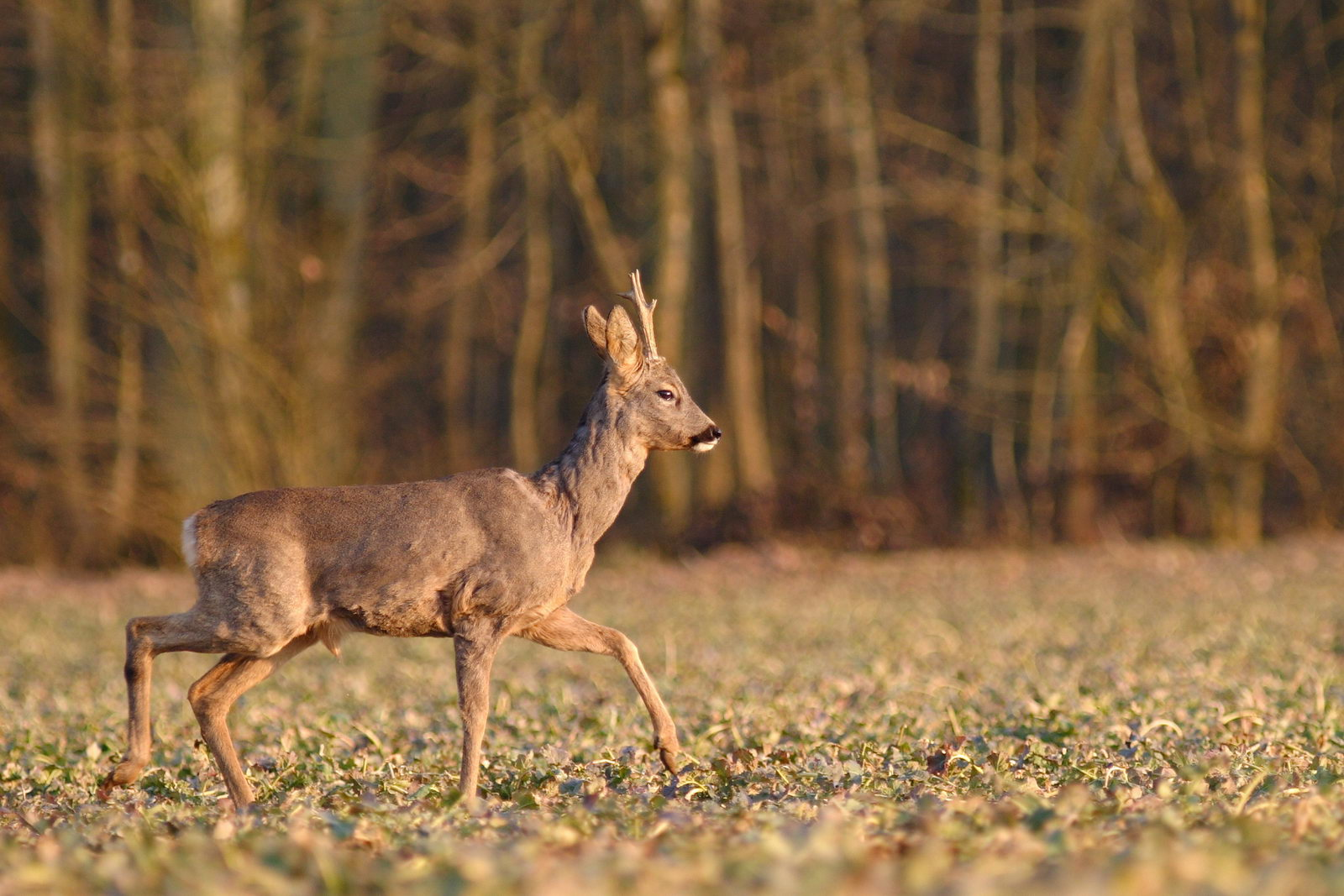
Un brocard.

Les forêts du val de Lièpvre sont essentiellement peuplées des grands animaux que sont les cerfs, les chevreuils et les sangliers. Cette espèce s'est considérablement développée depuis les années 1950. Depuis 1955, les forestiers se plaignent des dégâts occasionnés par les cervidés sur les jeunes pousses, par abroutissements ou dégâts d'écorçage. Le cheptel est surtout abondant entre les vallées de la Lièpvrette au nord, et celle de la Weiss au sud. Le chevreuil est un animal discret - que les forestiers allemands du début du XXe siècle estimaient trop peu nombreux - s'est parfaitement acclimaté dans la région. Les forestiers estiment que l'augmentation du cheptel des cervidés est incompatible avec une saine gestion de la forêt, car les régénérations naturelles sont anéanties, les perchis, voire les jeunes futaies sont écorcés par le cerf. Les forestiers n'ont pour l'instant trouvé comme seule parade que l'engrillagement des jeunes pousses. En dehors de ces trois espèces les plus fréquemment rencontrées, il faut également citer le sanglier qui se reproduit assez facilement. Cette espèce n'est pas considérée par les forestiers comme nuisible. On peut aussi citer le chamois qui a été introduit entre 1955-1956 au Markstein et qui s'est considérablement développé. On le rencontre maintenant aussi dans le val de Lièpvre, à Sainte-Marie-aux-Mines et à Rombach-le-Franc, particulièrement à la Hingrie dans les zones rocheuses. On le rencontre aussi occasionnellement au Bonhomme, à Lapoutroie et à Fréland ainsi qu'au Donon. La population de lynx du Donon semble plutôt avoir émigré du Palatinat que du Taennchel. L'ours qui peuplait encore le massif vosgien au Moyen Âge a complètement disparu, bien que quelques animaux isolés aient été abattus plus tardivement au XVIIIe siècle. Au mammifère redouté, le loup a survécu plus longtemps dans les forêts du val de Lièpvre. Parmi les mammifères présents actuellement dans la région, il en est deux de la famille des félidés dont la rareté n'a d'égale que leur discrétion. Le chat sauvage d'Europe, à ne pas confondre avec le chat haret, chat domestique retourné à l'état sauvage, est rarement observé puisqu'il sort essentiellement la nuit. Il reste présent dans les massifs montagneux boisés de la région, comme au Chalmont ou dans les massif de l'Altenberg et du Taennchel. Considéré comme un animal nuisible par les chasseurs, il est encore tiré régulièrement bien qu'il soit protégé.

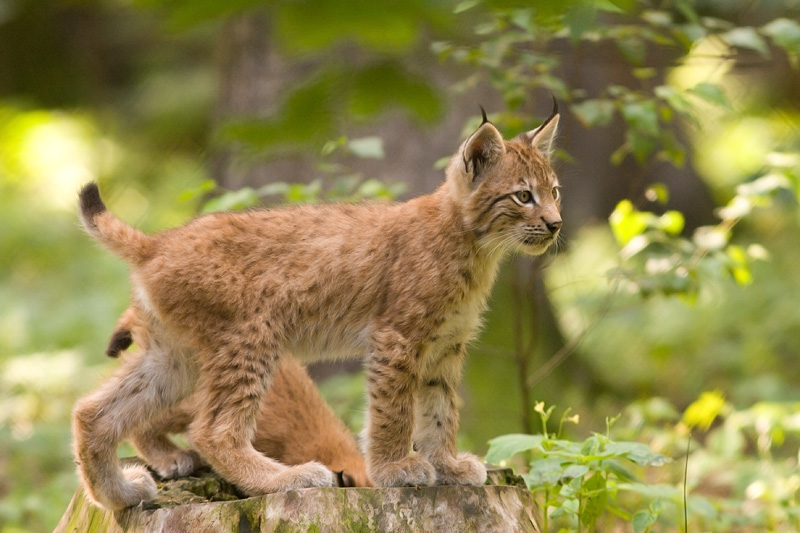
Un jeune lynx.

Le lynx qui a été introduit en 1983 dans le massif du Taennchel à partir d'un lâcher situé en forêt domanial de Ribeauvillé semble s'être très bien adapté et ne pose pas de problèmes particuliers. Cette espèce très discrète a conquis les forêts du val de Lièpvre où l'on a pu remarquer sa présence au Grand Haut près de la montagne du Chalmont et dans le val de Villé. Le lynx avait complètement disparu des Vosges. C'est pour cette raison qu'entre 1983 et 1993, 21 individus ont été réintroduits dans le massif vosgien. Seuls six animaux ont survécu à cette réintroduction, mortalité liée à des maladies, au braconnage et à des accidents de la route. Une étude a démontré que les conditions de vie dans les montagnes des Vosges conviennent parfaitement aux lynx. Ils ont besoin de grands espaces et surtout de ne pas être dérangés.  Il faut ajouter que même si cette espèce n'avait pas été réintroduite par l'homme, le lynx serait de toute façon arrivé dans les montagnes des Vosges. Introduit depuis de nombreuses années en Suisse et dans le Palatinat, il commençait à traverser l'Alsace du sud et du nord.

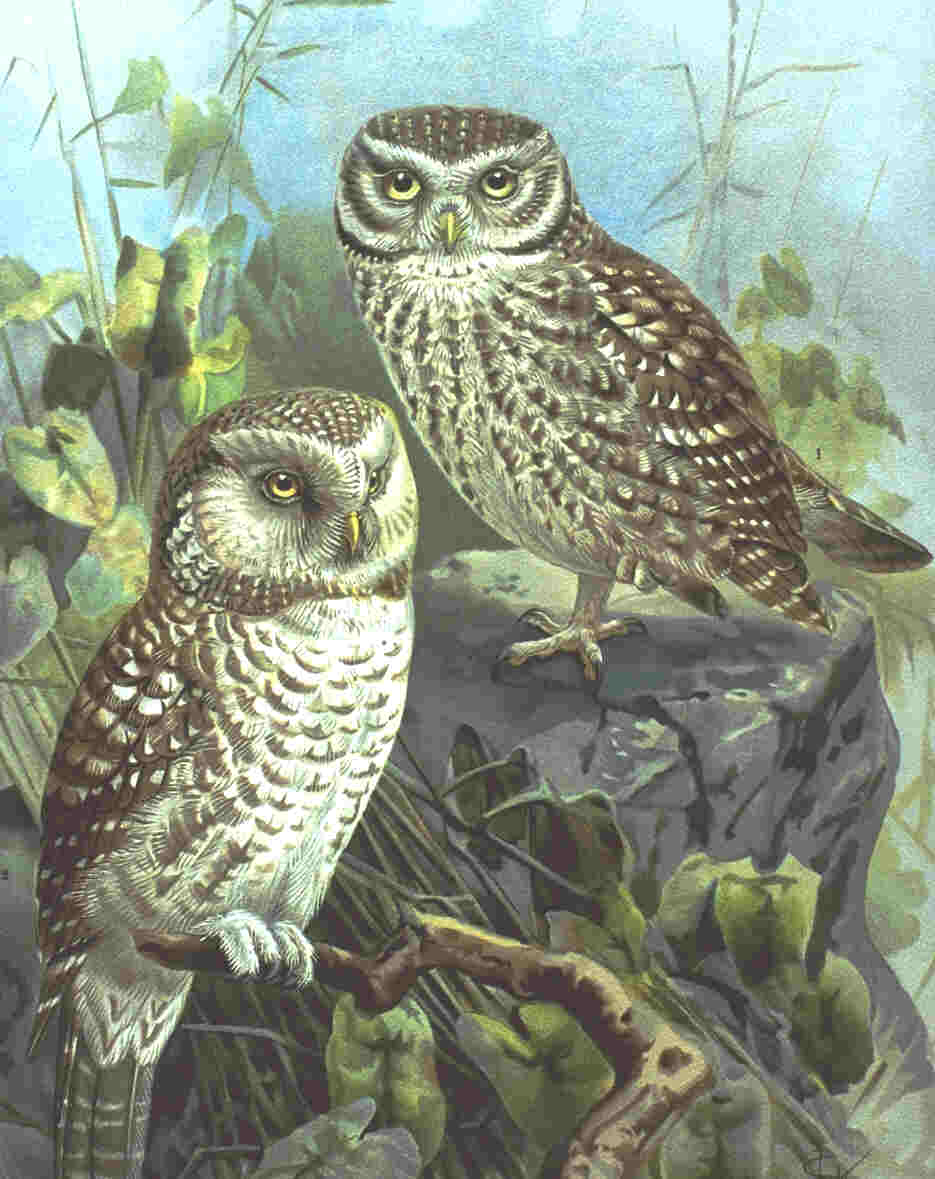
Chouettes.

Les lièvres sont peu nombreux en forêts, bien qu'ils ne soient pas chassés. Le Grand Tétras, ou coq de bruyère, malgré une protection totale depuis une trentaine d'années a pratiquement disparu de la région. Il n'est représenté que par quelques individus dont les places de chant se situent aux environs du Brézouard ou de la Tête des Faux. Quelques gélinottes sont signalées de temps à autre, mais ne sont pas chassées. On rencontre aussi le renard, le blaireau européen, la martre, la fouine, la belette, divers pics, les geais, les corneilles, les buses, les vautours, et diverses chouettes et hiboux et la chauve-souris qui est de plus en plus menacée à cause de l'activité humaine. 
La chouette hulotte de couleur gris-brun à brun-roux vit surtout dans les sous-boisements entrecoupés de clairières. Elle est visible quelquefois dans les hameaux un peu éloignés des villages où elle s'installe dans les fermes ou dans les falaises rocheuses. Elle est présente toute l'année. Le geai des chênes, facilement reconnaissable grâce à ses plumes bleues et noires est très présent dans la vallée. Il passe son temps dans les feuillages, sautant d'une branche à l'autre ou se déplaçant en sautillant. Le héron cendré est souvent visible au bord des rivières ou sur les plans d'eau. Quelques spécimens sont encore visibles sur les prés de Bois l'Abbesse, Musloch ou à la Hingrie. Une espèce protégée, la mésange bleue, interdite à la chasse habite les forêts de feuillus, (chênes surtout), les haies bordant les prés, les vergers et les parcs. La mésange se nourrit de petits insectes et d'araignées, mais aussi de fruits, de petits insectes, de baies, de graines et de bourgeons.

## Histoire
On pense que c'est vers le milieu du XIe siècle que la maison dite d'Alsace s'intéresse au val de Lièpvre, peut-être en raison des riches mines qui étaient exploitées dans la région. Vers 1078, le second duc de cette maison (duc de Lorraine), Thierry II, restitue à l'abbaye de Saint-Denis qui avait des droits dans la vallée, toutes les dîmes et droits que son père et lui-même s'étaient octroyés à tort sur l'abbaye. Puis vers 1290, le duc Ferry III donne en fief le val de Lièpvre à Henri Ier, sire de Blamont. Par la suite, vers 1316, le duc Ferry IV transmet à Henri Wafler d'Echery, chevalier et à sa femme, le fief que le père de celle-ci détenait de lui, dans le val de Lièpvre. Ensuite les preuves de l'action ducale dans la vallée sont espacées. À cette époque lointaine les documents sont encore rares, mais les textes suffisent à démontrer que les ducs de Lorraine étaient, en ces temps, les vrais maîtres du val de Lièpvre, et qu'ayant des difficultés à gouverner cette portion reculée de leurs États, ils cèdent par inféodation ou par engagement ces terres, tout en restant suzerains. La rareté des documents pour cette époque fait que nous ignorons quels événements importants se sont produits avant le milieu du XIVe siècle. Pendant une bonne partie du début du Moyen Âge le Val de Lièpvre est soumis à la domination des seigneurs d'Eckerich dont le château édifié en 1300 domine le Petit Rombach à Sainte-Croix-aux-Mines dans la partie lorraine de la vallée, dont il ne subsiste aujourd'hui que quelques ruines. La famille d'Echery, éteinte en 1381 par le décès de Jean d'Echéry (le socle de la pierre tombale est exposé à l’intérieur de l'église de Lièpvre) est passée par héritage aux seigneurs de Ribeaupierre qui ont cédé au XVIe siècle leur part du château et leurs dépendances à l'abbaye de Murbach dans la vallée de Guebwiller.

### Le val de Lièpvre séparé en deux parties

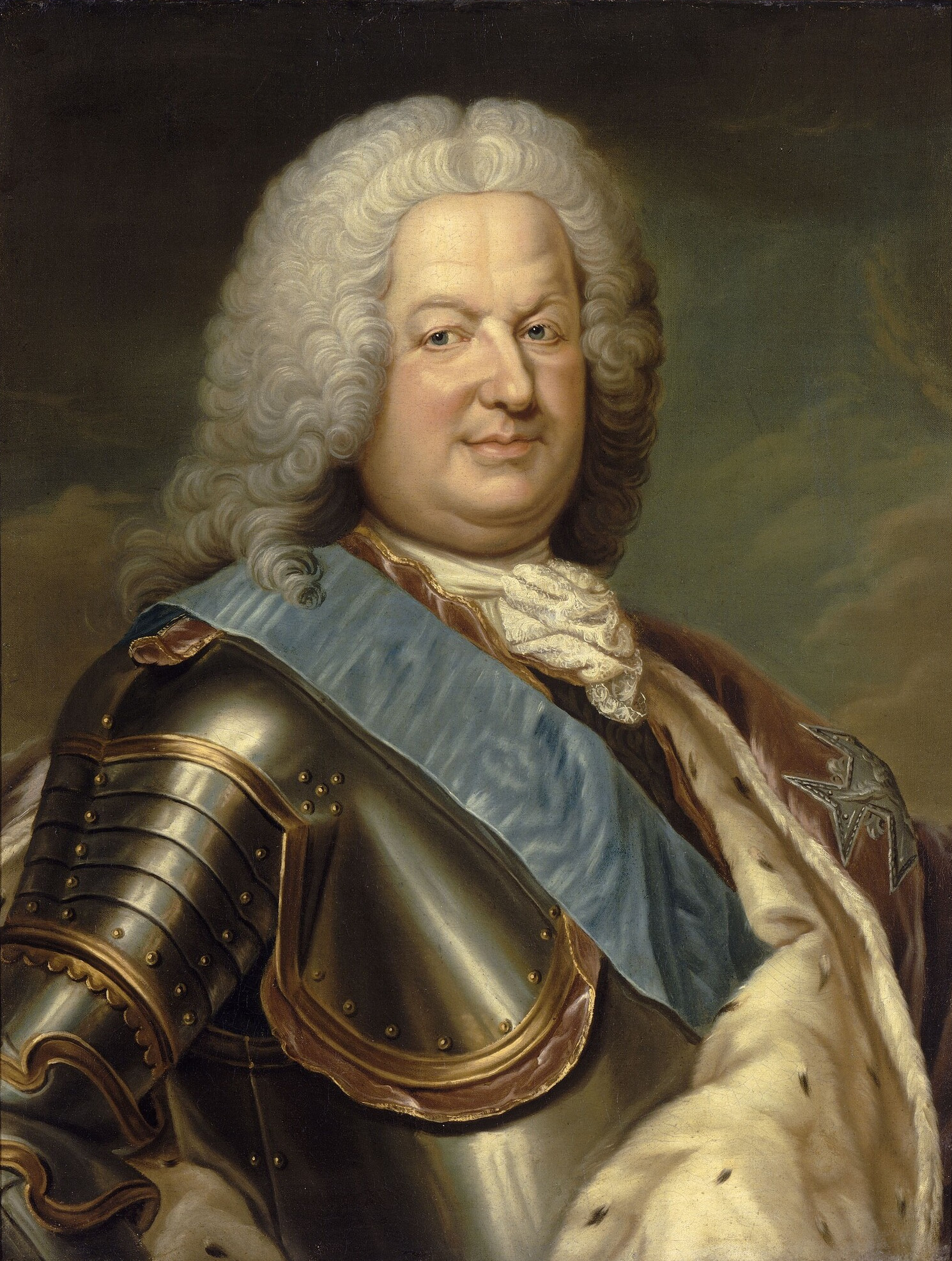
Stanislas Ier Leszczyński.

La Lièpvrette faisait office de frontière entre la partie lorraine du val de Lièpvre et celle des Ribeaupierre. La rive droite de la Lièpvrette était de langue allemande et de confession protestante et englobait les habitations entre les ruisseaux du Liversel et Isenbach et une partie de la ville de Sainte-Marie-aux-Mines ainsi que les hameaux de Saint-Blaise, Fertrupt, Echéry, la Petite Lièpvre et le Rauenthal. La rive gauche de la Lièpvre était de langue française, de confession catholique, et appartenait au Duché de Lorraine. Elle comprenait une partie de la ville de Sainte-Marie-aux-Mines, les villages de Sainte-Croix-aux-Mines, Lièpvre et Rombach-le-Franc (appelé anciennement Deutsch Rombach, ce qui signifie « Rombach Allemand »). Ce territoire a fait partie du Duché de Lorraine jusqu'en 1766 année du décès du duc Stanislas qui vit la réunion de la Lorraine à la France.

### Linguistique
Le val de Lièpvre (en allemand Leberthal) était divisé en deux parties, non seulement par la langue mais aussi par la religion, l'habillement, les mœurs. Le dialecte alémanique était parlé par les habitants des territoires qui appartenaient aux Seigneurs de Ribeaupierre. La partie lorraine parlait en majorité le français sous forme de patois vosgien (welche) jusqu'à la Révolution. Depuis l'introduction du français, après la Première Guerre mondiale, ce dialecte a presque complètement disparu.

### Lieux des Sabbats

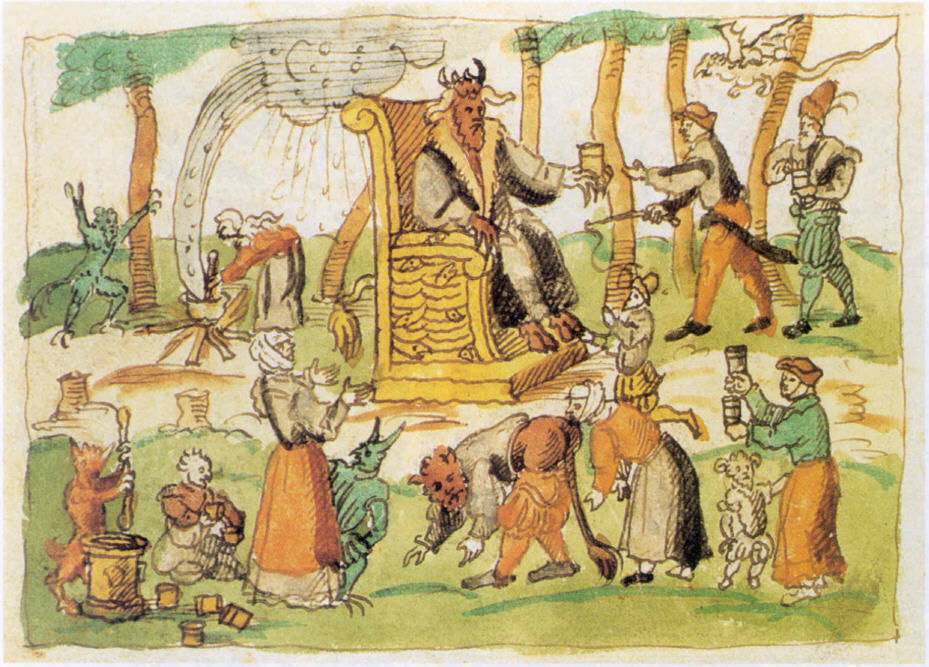
Sabbat de sorcières. Chronique de Johann Jakob Wick (XVIe siècle).

Entre 1570 et 1620, période au cours de laquelle Nicolas Remy est procureur général de Lorraine, dans la partie lorraine du val de Lièpvre, une cinquantaine de cas de sorcelleries et de participations à des sabbats sont jugés dans le val de Lièpvre. 
Ces sabbats se déroulaient généralement sur une hauteur, à proximité d'anciens emplacements connus pour être des lieux de culte druidique ou pré-celtique[réf. nécessaire]. Dans le val ou à proximité on peut citer :
- la fontaine des Kersels entre La Vancelle et Neubois ;
- la place de la Bataille en aval de la Jambe de Fer vers Lubine : un chemin forestier permet d'y accéder facilement par le col de la Hingrie ou à partir de la chaume de Lusse ;
- la Besse des Pentes (ou Besse des Pènt) en aval de Bestégoutte, entre la Hingrie et Rombach-le-Franc ;
- le Mont : hauteur qui domine Musloch à Lièpvre et le Rain de l'Annot à Rombach-le-Franc ;
- la roche des Sorcières, sous le Brézouard ;
- le Chalmont : montagne située au-dessus de Lièpvre et La Vancelle, appelée autrefois le Chânement parce que recouverte de chênes. Cette montagne est devenue le Chalmont dérivé de Charlemont lorsque Charlemagne venait y chasser en compagnie de son ami Fulrad et plus tard son fils Louis le Pieux.

### Exploitations minières dans la vallée
Le sous-sol de la vallée de la Lièpvrette a connu au Moyen Âge d'importants travaux de recherches et d'exploitation.

## Forêt et pâturages
La forêt et les pâturages représentent l'autre élément dominant de cette vallée. La forêt du val de Lièpvre représente aujourd'hui une superficie de 6 000 ha. Elle n'a pas toujours été aussi importante. Avec l'arrivée des anabaptistes aux XVIe et XVIIe siècles les flancs des montagnes ont été mis progressivement en culture pour les besoins des habitants et des troupeaux. Avec le recul de l'agriculture, la forêt a de nouveau pris le dessus sur les montagnes. On y rencontre surtout le sapin et les épicéas alors que le pin repeuple les anciennes pâtures de basse altitude.

### L’agriculture de montagne

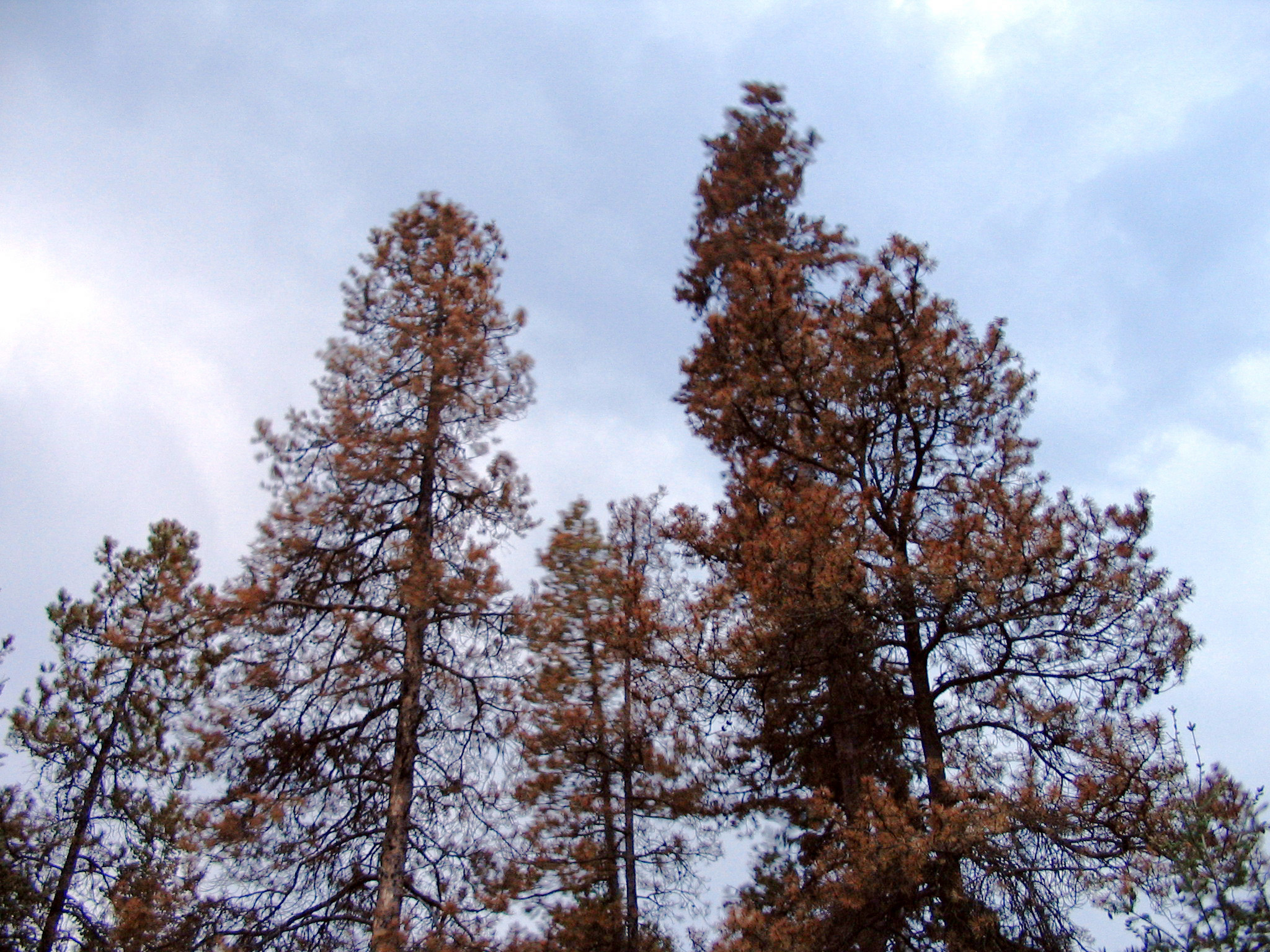
Première phase : des arbres malades, morts ou gravement stressés par la déshydratation (ici des Pinus contorta) sont attaqués par des défoliateurs, puis par des scolytes.

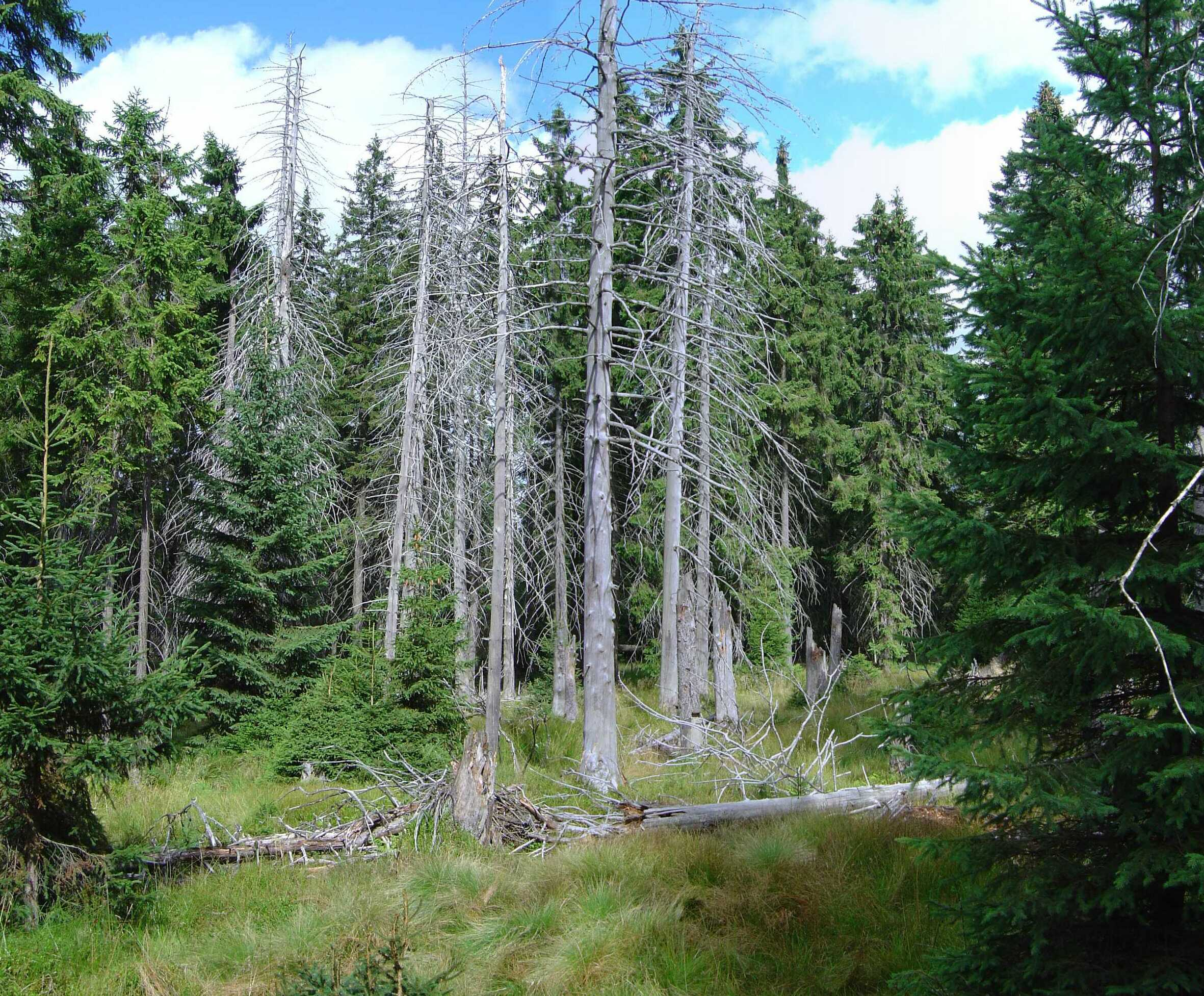
Seconde phase : Les arbres attaqués par les scolytes (souvent groupés) perdent leur écorce. D'autres espèces de scolytes ou d'insectes xylophages peuvent creuser plus profondément le bois, favorisant la pénétration de champignons qui le dégradent plus rapidement (certains scolyte ne consomment que le bois d'arbres tombés).

Au XVe siècle le val de Lièpvre produisait en abondance des céréales, du chanvre, des légumes grâce à son sol formé d'alluvions. La région aurait continué à être dans l'aisance s'il n'y avait pas eu les guerres et invasions des XVIe et XVIIe siècles qui ont ruiné les agriculteurs et rendu incultes de vastes terres faute de paysans.
Après la guerre de Trente Ans, pour remédier à cette désertification, le duc de Lorraine et les seigneurs de Ribeaupierre favorisèrent l'immigration, en accordant aux nouveaux arrivants des terres à ceux qui acceptaient de les défricher et en les exonérant d'impôts pendant dix ans. Le val de Lièpvre sera repeuplé de Lorrains, de Bourguignons, de Suisses. Parmi ces derniers, un grand nombre d'anabaptistes persécutés dans leur pays prirent possession des fermes abandonnées dans les parties les plus abruptes de la vallée. En 1713 il y avait dans le seul val de Lièpvre plus de 80 familles d'anabaptistes qui ont défriché et mis en culture une grande quantité de terres, notamment en montagne. Au XIXe siècle la situation de l'agriculture est très florissante. Une grande partie de la population s'adonne au travail de la terre. Les propriétés rurales au-dessus de dix hectares représentent environ les 4/5e de la superficie agricole totale. On cultive surtout les céréales, le houblon, le tabac, la betterave à sucre, les arbres fruitiers et les vignes.
Au début du XXe siècle, la situation de l'agriculture au val de Lièpvre s'est gravement détériorée. En raison de la configuration des terrains (pentes souvent abruptes) les conditions de travail sont souvent plus difficiles qu'en plaine. En 1936, il y avait encore plus d'une centaine de fermiers dans le val de Lièpvre, alors qu'aujourd'hui on n'en dénombre à peine plus qu'une vingtaine. L'agriculture de la vallée a subi le sort des vallées vosgiennes. Les dirigeants des organismes agricoles locaux s'efforcent cependant de rechercher les causes et les moyens pour y remédier. L'une des causes à cet abandon de l'agriculture de montagne est à rechercher dans les deux guerres qui ont été très préjudiciables à l'exploitation normale des fermes. Elles étaient presque toutes situées dans les zones de combat et ont été anéanties ou gravement endommagées. Enfin l'existence très rude des agriculteurs de montagne, souvent isolés dans une nature très hostile, assiégés en hiver par des congères de neige ont été une autre cause d'abandon des fermes par les jeunes générations. Ces derniers attirés par des emplois moins contraignants et plus rémunérateurs dans les agglomérations ont renoncé à poursuivre l'exploitation agricole au décès de leurs parents. Actuellement le val de Liepvre abrite encore des fermes aux productions variées. Les paysans ont créé une association « Patrimoine Paysans de Montagne » dont le but est de faire connaître l'agriculture de la vallée et de ses produits. Des produits agricoles et artisanaux sont proposés venant essentiellement de la vallée et vendus directement par les producteurs. Chacun d'eux s'engage à produire dans un souci de qualité, de respect de l'environnement, des produits privilégiant la transparence ainsi que le dialogue avec le consommateur.

### La forêt, le bois
Le val de Lièpvre est l'une des régions les plus boisées de France. La gestion de la forêt est assurée par l'Office national des forêts (ONF). Les principales essences de la forêt sont : le sapin et le douglas (40 %), l'épicéa (23 %), le pin (17 %), le hêtre (13 %), le chêne (5 %), et divers autres bois (2 %). Les coupes de bois sont exploitées en régie gérées par l'Office Nationale des Forêts. Le façonnage est exécuté par des bûcherons. Le bois est vendu, façonné sur pied par adjudication publique.  L'entretien des chemins, la mise en place de bancs et d'abris, les travaux de plantations, les indications et limites de parcelles sont assurés par une équipe d'ouvriers communaux encadrés par des techniciens. L’exploitation de la forêt est l'une des préoccupations majeures des élus de la vallée. Le 26 décembre 1999 jour de la Saint-Étienne des rafales de vent allaient anéantir plus de 6 millions et demi de mètres cubes de bois dans les forêts d'Alsace. À Lièpvre les services de l'ONF dressaient un premier inventaire en faisant état de plus de 6 500 m3 de bois tombés dans les forêts de Lièpvre. Des dégâts du même genre sont aussi à déplorer à Rombach-le-Franc, Sainte-Croix-aux-Mines.
Le gibier occasionne souvent des dégâts aux jeunes plantations par abroutissement des semis de sapin et par écorçage des perches d'épicéa. Le dépérissement de la forêt est un autre souci des élus de la vallée. Ce dépérissement touche particulièrement les zones au-dessus de 800 mètres d'altitude autour du Brézouard, Aubure, Fréland par des phénomènes anormaux de coloration des feuilles, de mortalité des aiguilles de sapins et d'affaiblissement des arbres par pollutions azotées et sulfureuses, qui s'ajoutent à la sècheresse, aux bostryche typographe et autres phénomènes naturels très complexes. Ce scolyte s'attaque généralement aux épicéas malades ou récemment abattus. L'exploitation des forêts, dont un cinquième est exporté en Allemagne et en Suisse, sous forme de grumes constitue une source importante de revenus pour l'industrie et les communes. À la fin du XIXe siècle, on relevait dix scieries, dont sept à Sainte-Marie-aux-Mines, une à Rombach-le-Franc, une à Sainte-Croix-aux-Mines. Aujourd'hui il n'y en a plus qu'une, la scierie Burger, située autrefois  au centre de Sainte-Marie-aux-Mines qui a renoncé depuis de nombreuses années au sciage du bois pour se reporter et diversifier les activités de l'entreprise à l'industrie du bois dans de nouveaux bâtiments implantés dans la zone industrielle de Bois l'Abbesse près de Lièpvre.

### Forêt et tourisme
Le val de Lièpvre a axé partiellement son développement économique sur l'activité touristique. La forêt constitue un atout majeur de cette politique. Elle accueille le promeneur et le cueilleur de champignons. Aujourd'hui, les massifs forestiers abritent divers types d'équipements touristiques destinés à attirer le visiteur :
- sentier balisés du Club vosgien ;
- circuits équestres et de VTT, cette discipline étant en plein essor ;
- piste de ski de fond sur les hauteurs du col des Bagenelles ;
- sentiers botaniques et parcours de santé (Sainte-Marie-aux-Mines et Sainte-Croix-aux-Mines) ;
- aires de pique-niques, abri et refuges ;
- camping (Lièpvre, Rombach-le-Franc, etc.).

Tous ces aménagements sont liés à une forte augmentation de la fréquentation touristique aboutissant quelquefois à des frictions entre touristes et autres acteurs économiques de la forêt (chasseurs et sylviculteurs).

### La chasse
Dans les départements alsaciens et en Moselle, la chasse reste encore régie par la loi locale. Des lots de chasse sont ainsi mis aux enchères tous les neuf ans. Le produit profite aux communes concernées ; seuls les propriétaires de surface de plus de 25 ha d'un seul tenant peuvent chasser sur leur terre. Le val de Lièpvre compte ainsi plusieurs lots de chasse domaniale. La forêt du Val reste giboyeuse. Le produit de la chasse constitue généralement une ressource importante pour les budgets communaux. Les versants de la montagne vosgienne du val de Lièpvre sont très recherchés par les chasseurs car on y pratique la chasse du grand gibier (cerf, chevreuil et sangliers). Les prix des baux de chasse étant très élevés, on a assisté ces dernières années à des dégradations de la forêt au point de ne plus permettre la régénération naturelle de certaines espèces, en particulier le sapin. L'augmentation des populations de cervidés entraînant un abroutissement des jeunes plants et écorçage des jeunes plantations causaient un préjudice pour les communes et les particuliers. À cela s'ajoutent aussi les dégâts causés en prés de fauche et en prairies par les sangliers. La caisse de compensation alimentée par les chasseurs compense normalement les dégâts provoqués par les sangliers.

## Culture et patrimoine

### Médiathèque
À la fin des années quatre-vingt dix, le District décide de mettre sur pied un équipement culturel, dans le cadre de la politique culturelle de la vallée. Une médiathèque est envisagée dès 2002 qui est approuvée par le Conseil de Communauté des Communes. Ce projet bénéficie d'une aide du Ministère de la Culture et du Conseil général du Haut-Rhin. Le reste, 20 % de la somme reste à la charge de la communauté de communes. En  septembre 2003 la constitution d'un fonds d'ouvrages est lancée et on embauche à cette occasion deux personnes pour classer et ranger les livres destinés à être empruntés.  La médiathèque est inaugurée le 22 octobre 2004. Tous les habitants du val de Lièpvre peuvent aujourd'hui[Quand ?] accéder à 48 journaux et revues, 8000 romans, 8000 documentaires, 1200 bandes dessinées, 3200 CD, 1700 DVD et 500 bandes VHS. La médiathèque qui se trouve à la Villa Burrus à Sainte-Croix-aux-Mines organise aussi des expositions, des rencontres avec des artistes et des auteurs et souhaite ainsi développer, chez le plus grand nombre, enfants et adultes le goût de la lecture.

### Tellure
Tellure, le centre d'exploitation des mondes souterrains propose aux visiteurs un voyage interactif et plein d'émotions sur divers thèmes : vie des mineurs, fièvre de l'argent, outillage et technique d'extraction... Le concept se veut évolutif et pourra aborder d'autres thématiques : spéléologie. Des historiens, archivistes, techniciens muséographes, architectes et plus de 60 métiers de toutes spécialités ainsi que de nombreux partenaires médiatiques, institutionnels participent à son développement et à son plan de communication qui se veut de dimension régionale.

### Patrimoine

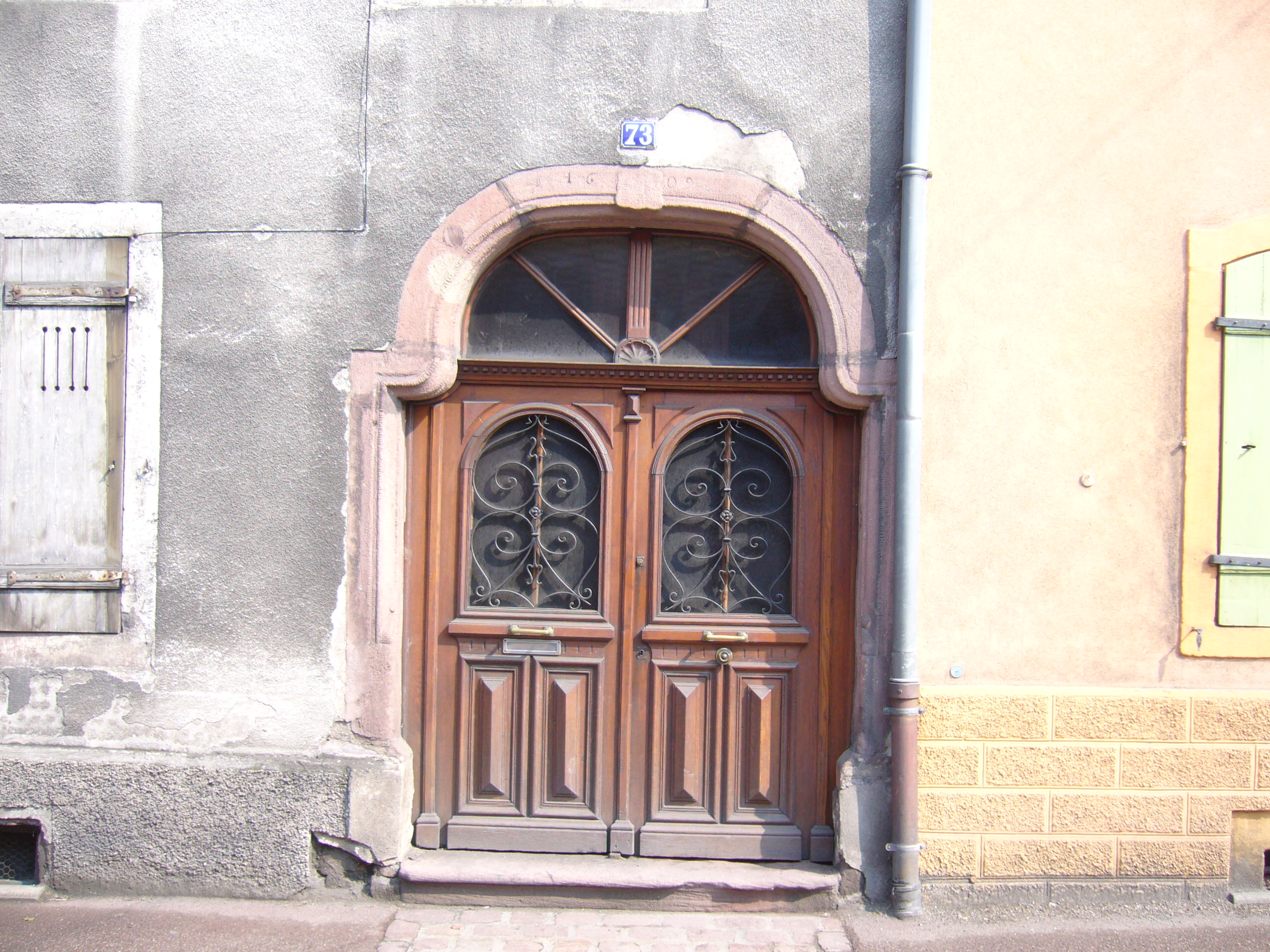
Porte datée de 1609 à Sainte-Marie-aux-Mines.

Le val de Lièpvre dispose de nombreux petits monuments, tels que les calvaires, bornes armoriales, fontaines, linteaux de portes, ponts, ou encore chapelles qui sont souvent très anciens. Les calvaires en grès des Vosges jalonnent les routes ou sentiers forestiers des cinq coins des communes du val de Lièpvre. Les calvaires sont des vestiges inaltérables du petit patrimoine rural qui ont été installés à différentes époques par des habitants à la suite d'un événement malheureux ou heureux. Par exemple à Rombach-le-Franc le calvaire le plus ancien est celui de Hargoutte qui date de l'année 1720.

### Situation linguistique dans la vallée
Le val de Lièpvre présente dans le domaine linguistique une originalité par rapport aux autres régions françaises. Depuis des siècles, le val a toujours été un lieu de rencontre entre deux grandes langues européennes, et plus précisément entre deux dialectes de familles différentes: un dialecte alsacien et un dialecte roman encore parlé par certaines personnes âgées. Entre ces deux dialectes inégalement perméable l'un à l'autre, il n'existe pas de compréhension spontanée en dépit de nombreux emprunts du roman vosgien à l'alsacien. On peut tracer une ligne de démarcation entre les deux domaines linguistiques qui matérialise localement la fameuse frontière entre la langue romane et alémanique. Au-delà du col de Fouchy, englobant Rombach-le-Franc, Lièpvre et Sainte-Croix-aux-Mines on parlait pendant des siècles le dialecte roman ou welche de même qu'une partie de la commune de Sainte-Marie-aux-Mines. Une explication peut-être fournie par l'arrivée de moines de Saint-Denis au VIIIe siècle et des moines de Gorze au Xe siècle qui ont occupé la vallée et construits des abbayes: l'abbaye de Lièpvre et d'Echery. Par la suite les moines perdant peu à peu leur mainmise sur la région ce sont les ducs de Lorraine  qui vont occuper cette partie du territoire  favorisant ainsi le venue de populations lorraines qui  emmènent avec eux  leur langue et leurs coutumes.

#### Survivance du patois
La proximité de la frontière entre l'Alsace et la Lorraine a favorisé la rencontre entre les populations francophones et germanophones. Les premiers parlaient pendant très longtemps le patois welche, les seconds l'alsacien. Les différents toponymes que l'on rencontre dans la vallée attestent ce mélange des langues. Aujourd'hui le patois welche et l'alsacien sont beaucoup moins parlés par les jeunes générations de la vallée.

## Télédistribution par le câble
En 1975 est mis en service une régie intercommunale de télédistribution (RIT) destinée à pallier l'insuffisance de la réception des images de télévision dans cette vallée encaissée. Cette régie fonctionne avec son propre Conseil d'administration et une équipe technique. Elle dispose de sa propre autonomie et définit les orientations de développement. Elle assure l'entretien du réseau câblé et la production d'un programme local de télévision, financé en partie par le district. En 1977, une antenne réceptrice est installée à La Pierre des 3 Bans, à proximité d'Aubure qui permet d'acheminer le signal des émissions de radio et de télévision dans la vallée grâce au câble. Cette télédistribution permet ainsi de pallier les nombreuses zones d'ombre de la vallée. En 1994, 90 % des habitants sont ainsi desservis par le réseau câblé qui permet alors de capter 17 chaînes. Au début des années 2000, le RIT actualise son réseau et enfouit des gaines prêts à recevoir des fibres optiques. Cette modernisation du réseau câblé de la vallée donne la possibilité d'accéder à 25 chaînes de télévision et à plus de 40 stations de radio. Par la suite, la R.I.T propose l'accès à la télévision numérique en bouquets, sport, cinéma, jeunesse, découverte et culture) en faisant appel à l'opérateur Vialis installé à Colmar. Les efforts pour permettre l'accès au haut débit par le câble Internet ont été achevés en 2006. Le défi pour la R.I.T est d'offrir à ses abonnés les mêmes services que ceux existants dans les grandes agglomérations pour un prix très raisonnable.

### Télévision locale du val d'Argent (TLVA)
Les financements apportés par le Contrat de Pays permettent de créer les premières émissions audiovisuelles locales comme les rétrospectives annuelles. Un journaliste est recruté en 1990, qui est chargé de lancer à titre expérimental la télévision locale du val d'Argent (TLVA). Le programme est diffusé, à cette époque, tous les quinze jours. TLVA a été créée et est financée par la CCVA et la RIT. TLVA monte véritablement en puissance en 1991. Deux journalistes y travaillent, les moyens techniques augmentent et TLVA diffuse alors 24h/24h (journal et infographie). En 1994, TLVA est récompensé en tant que meilleure télévision locale de France au festival des médias locaux à Marne-la-vallée. Elle est le média ayant alors le meilleur taux de couverture du val d'Argent : 75 % des habitants de la vallée visionnaient systématiquement chaque nouveau programme diffusé en boucle chaque dimanche. En 1998, TLVA commence à produire des journaux télévisées hebdomadaires. Depuis 2003, TLVA fait partie de l'ATILAC (Association des télévisions d'information locale en Alsace centrale). Cinq journalistes se répartissent la réalisation des programmes de TLVA, PIERISEL TV et REFLETS 8. Depuis 2004, TLVA a son propre canal, fonctionnant continuellement pour les abonnés de la RIT. Cela permet à la fois d'accéder à l'actualité de la vallée, mais aussi de faire paraître des petites annonces.

## Démographie
Le val de Lièpvre a eu à souffrir dans le passé de l'exode rural et de la fermeture de nombreuses usines, ce qui a entraîné une diminution de la population. En un siècle elle a perdu 10 000 habitants, soit la moitié de sa population. L'hémorragie a été particulièrement importante à partir de 1872 en raison du changement de nationalité, mais aussi sous l'effet général de la désertification des campagnes au profit des grandes villes. En 1990 la vallée comptait 10010 habitants et en 2005, 10 710 habitants. L'hémorragie semble désormais enrayée. L'objectif, selon les responsables de la vallée est d'atteindre à terme une population de 12 000 habitants.

## Le val de Lièpvre: pays d'art et d'histoire

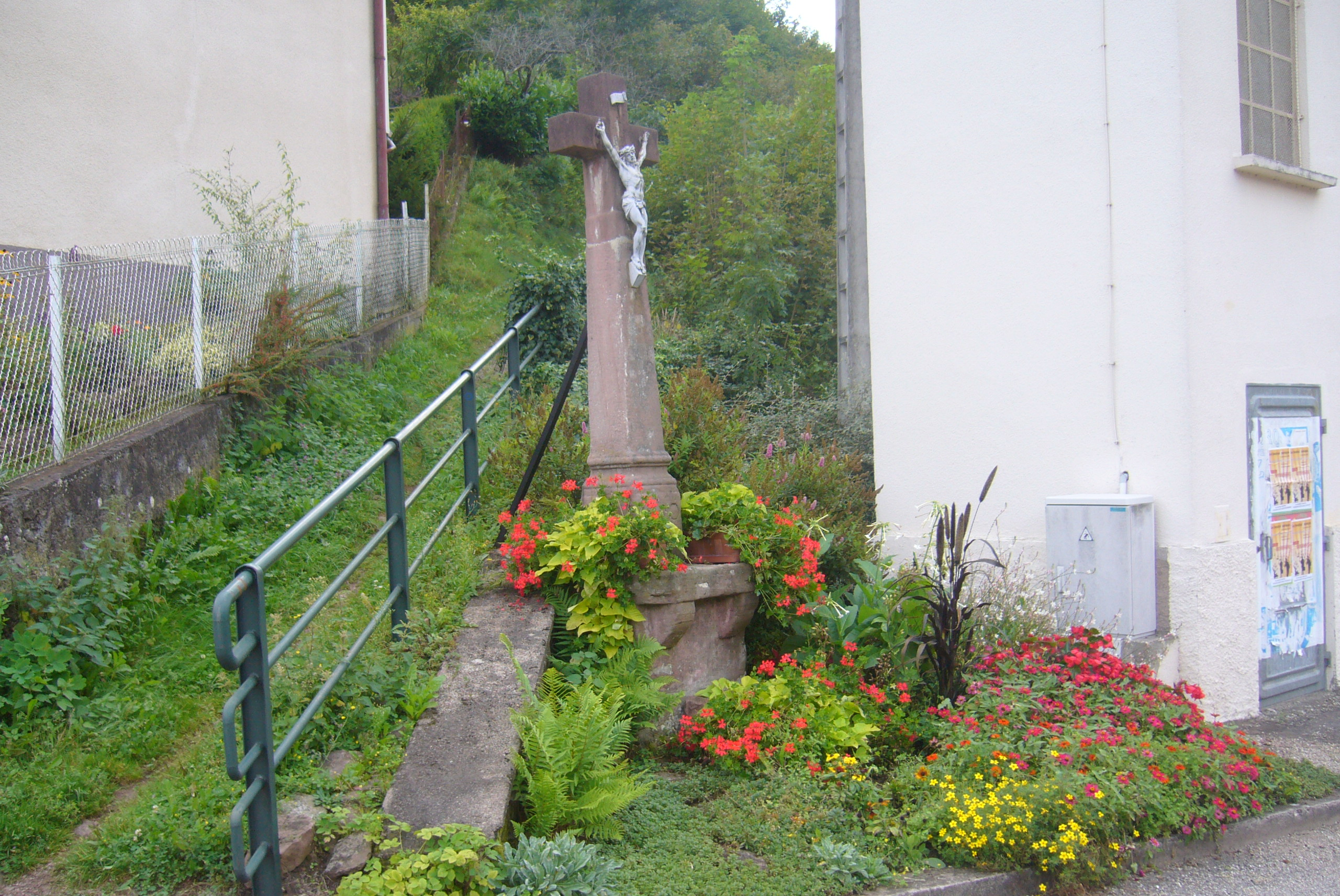
Calvaire de Hargoutte à Rombach-le-Franc (1720).

Le val de Lièpvre appartient désormais au réseau national des villes et pays d'art et d'histoire. Il a obtenu cette reconnaissance à la suite d'une convention entre la Communauté de Communes et l'État le 14 octobre 2005 et fait donc partie d'un réseau de 119 villes et pays à travers toute la France. Le service du patrimoine met en œuvre des actions pédagogiques, culturelles et patrimoniales. Une animatrice chargée depuis mai 2006 a la lourde tâche de coordonner tous ces projets en menant des actions visant à valoriser le patrimoine local. Ces actions visent notamment le public, les scolaires, les habitants mais aussi les touristes. Une brochure « Laissez-vous conter le Val d'Argent » a été éditée et de nombreux autres projets sont en cours de réalisation comme le centre d'Interprétation de l'Architecture et du patrimoine (qui devrait ouvrir ses portes en 2008) ou  encore des ateliers pédagogiques à destination des scolaires alsaciens.

## Personnalités liées à la région
Richer de Senones: moine de l'abbaye de Senones et peut-être originaire du val d'Argent.